# Toxorhina revulsa
Toxorhina revulsa är en tvåvingeart. Toxorhina revulsa ingår i släktet Toxorhina och familjen småharkrankar.

## Underarter
Arten delas in i följande underarter:
- T. r. macrorhyncha
- T. r. revulsa